# 菲内塔号护卫舰
菲内塔号是普鲁士海军建造的阿科纳级护卫舰的三号舰，得名于神话之城菲内塔。作为19世纪50年代普鲁士大规模造舰计划的一部分，该舰于1860年开始在但泽王国船厂铺设龙骨，1863年6月下水，至1864年3月交付使用。为了能在海外长期部署，菲内塔号的设计结合了蒸汽和风帆动力以扩大航程，并装备有二十八门68磅滑膛炮。它最初被定型为盖甲板护卫舰，自1884年起又重归类为巡洋巡防舰。
菲内塔号在服役生涯中曾进行过多次海外巡航。在首次航行中，该舰最初于1865年11月被派往南美，继而于1866年横渡太平洋前往东亚，至1868年10月经印度洋返回基尔。此举使其成为第一艘完成环球航行的普鲁士军舰，尽管这并非事先安排好的。1871年，菲内塔号又被派往西印度群岛担任驻地舰，以维护德国在当地的经济利益。继1875年至1977年再次完成环球航行后，它转而担任海军学员的教学舰，同样开展海外训练巡航。菲内塔号于1884年从海军名录中除籍，改为充当供新兵和轮机兵训练的废船，直至1897年拆解报废。

## 设计
19世纪50年代，随着普鲁士的对外贸易在全球范围内扩张，亟需采购以螺旋桨推进方式的机帆动力并用、木制结构军舰来维护其在海外市场上的利益活动。为此，普鲁士海军决定以从英国置换而来的风帆巡防舰忒提斯号为蓝本设计阿科纳级护卫舰，使之不仅配备蒸汽动力的技术创新，而且还配备具有相应大巡航半径的传统航行设施，能够胜任所谓的“驻地舰”职责。它们将主要担负保护海外居留侨民和海外警备任务。
菲内塔号的水线长和全长分别为65.50米和73.32米，有12.9米的舷宽以及5.52米的前吃水和6.53米的后吃水；其设计排水量为2,113吨，满载时则可达2,504吨。标准船员编制为35名军官和345名水兵。由于当时国产主机的质量不佳，军方遂直接向英国的约翰·佩恩父子采购了一台卧式两缸单胀往复式蒸汽机提供动力，用以驱动一副直径为4.8米的双叶螺旋桨。蒸汽则由四座燃煤箱型火管锅炉供应，这使得它在1,580匹指示馬力（1,180千瓦特）额定功率下的最高航速可达11.7節（21.7每小時），并且能够以11節（20每小時）的速度连续航行1,350海里（2,500）。为了在煤炭可能稀缺的海外长期部署时作为蒸汽机的辅助动力，菲内塔号还配备有一套总帆面积为2,200平方米的全帆装索具。
菲内塔号装备有二十八门68磅滑膛炮，均为前装式。自1869年起，这些火炮又被替换为十七门150毫米22倍径后装式箍炮和两门125毫米23倍径箍炮。

## 服役历史
菲内塔号于1860年开始在但泽的王国船厂铺设龙骨，1863年6月4日下水，至1864年3月3日移交首任舰长、海军上校汉斯·库恩指挥。在同年的普丹战争期间，该舰尚未完成舾装，却仍于4月30日在但泽附近向丹麦风帆战列舰斯科约德号（Skjold）开火，尽管未能造成任何伤害。

### 首次环球航行

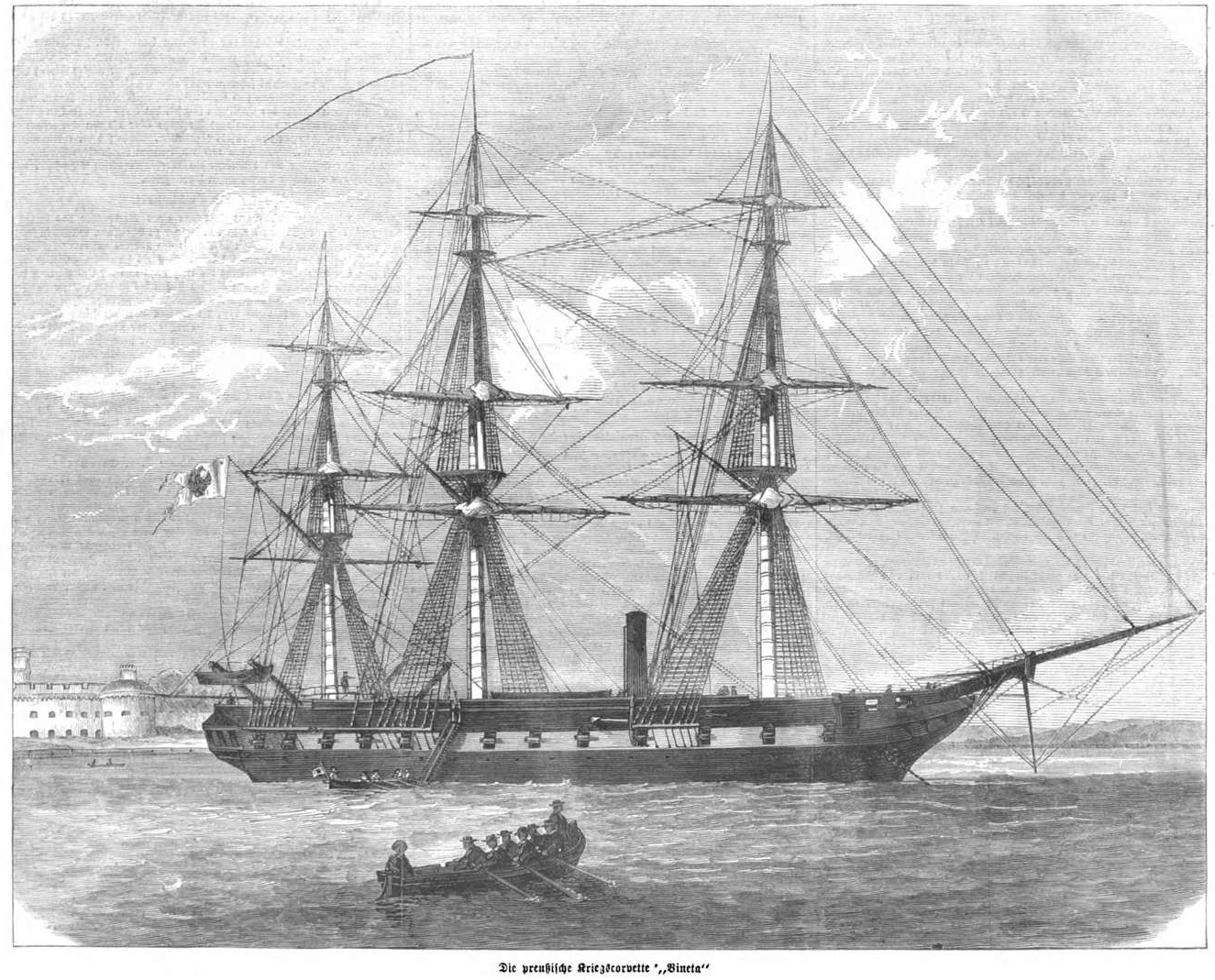
菲内塔号于1864年的插画

1864年10月，菲内塔正式入役，最初驻守基尔港。随着巴拉圭战争在南美洲爆发，普鲁士驻巴西公使馆秘书特奥多尔·冯·本生向威廉国王请求协助和保护普鲁士在当地的财产。威廉国王遂下令派出菲内塔号。该舰于1865年11月19日离开基尔，至1866年1月20日抵达里约热内卢，并在那里一直驻留到2月4日。它随后驶向蒙得维的亚，于2月18日抵达。由于可以预见战争的进程将不再危及普鲁士在该地区的利益，库恩便收到了新的命令：因西班牙—南美战争即将在智利爆发，菲内塔号应保护普鲁士在那里的贸易利益。
菲内塔号于1866年3月18日从蒙得维的亚启程，并于5月初穿越勒梅尔海峡，因为麦哲伦海峡据称已由智利布设了水雷。当时，舰上的纪律显然只能通过严厉的惩罚来维持，这甚至迫使一名船员在合恩角附近自杀。当该舰于1866年5月6日到达瓦尔帕莱索时，有17名水兵独自从那里逃跑。然而，在太平洋作战的西班牙舰队早在3月31日便已经炮击了瓦尔帕莱索，然后转向北方攻击秘鲁的卡亚俄，菲内塔号来晚了一步。于是它便在智利沿岸巡逻，为从英国抵达的秘鲁护航船队提供煤炭。当库恩看不到普鲁士在智利的贸易利益会受到进一步威胁时，他奉命先行驶往卡亚俄。由于据信驻扎在当地的西班牙军舰已经撤离，船员们因此得到了额外的假期和多一个月的军饷，这显著提升了士气。在秘鲁逗留后，库恩遵照他的进一步命令，横渡太平洋前往中国。
1866年9月2日，菲内塔号离开南美洲。在中途经停夏威夷后，该舰首先驻泊在上海，成为打击中国海盗的国际部队的一份子，然后在中国和日本之间穿梭——后者正处于戊辰战争前的动荡时期。1867年10月27日，尽管有日本引水人跟舰，但菲内塔号还是在平戶海峡撞上了悬崖，松脱时严重受损，不得不在上海修理了四个月。库恩于1868年5月晋升为海军少将，随即率舰经印度洋回国复命，于同年10月抵达基尔。这使得菲内塔号成为普鲁士海军中第一艘完成环球航行的军舰，尽管是计划外的。

### 后续运用
返回德国后，菲内塔号首先进行了全面检修，然后从1871年开始被派往西印度群岛担任为期两年的驻地舰。1872年初，该舰在时任舰长、海军上校卡尔·斐迪南·巴奇的指挥下，首先停留在巴西东岸，然后奉命前往海地，解决海地角和太子港的德国商人诉求。5月23日，菲内塔号与同样派驻西印度的姊妹舰瞪羚号一起离开哈瓦那，于6月11日抵达太子港，当地的两艘炮舰不战而降，使得它们可以强制该国政府执行德国债权人所申索的款项。
1873年，菲内塔号本应从西印度群岛加入国家分舰队，与德意志帝国海军的其他几艘舰艇一起参加新的环球航行，以期提高刚成立不久的德意志帝国的声望。然而，航行于1873年3月10日被迫终止，因为州省革命随着西班牙第一共和国的建立而爆发。菲内塔号只得与其他舰艇一起返回欧洲，除了新任命的西印度驻地舰信天翁号。在越洋期间，由于缺乏煤炭，该舰不得不由分舰队的旗舰腓特烈·卡尔号铁甲舰部分拖曳，直到它抵达普利茅斯。随后，菲内塔号被委派为在西班牙海岸外巡逻的德国分舰队的一份子。
1875年至1877年间，菲内塔号在时任舰长、海军上校亚历山大·冯·蒙茨的指挥下又进行了一次环球航行，然后作为海军学员的教学舰，继续开展海外长途拉练，例如前往南美。1884年8月12日，该舰正式从海军名录中除籍，并在威廉港充当供新兵和轮机兵训练使用的废船，直至1897年以55,220金马克的价格售至基尔拆解报废。其舰艏饰则被保留了下来，现存于米尔维克海军学院。